# Witalij Szkurłatow
Witalij Szkurłatow Виталий Владимирович Шкурлатов (ur. 25 maja 1979 w Wołgogradzie) – rosyjski lekkoatleta specjalizujący się w skoku w dal.
Międzynarodową karierę zaczynał jako junior od zajęcia w 1997 roku czwartego miejsca na rozegranych w Lublanie mistrzostwach Europy juniorów. Rok później był ósmy na mistrzostwach świata juniorów, a w 1999 został młodzieżowym wicemistrzem Europy. Zdobył brązowy medal halowego czempionatu Starego Kontynentu w 2000 roku. W 2001 podczas halowych mistrzostw świata (2001) był ósmy, a w sezonie letnim w Edmonton zajął dwunastą pozycją na mistrzostwach globu. Zajął siódme miejsce w halowych mistrzostwach Europy w 2002 oraz odpadł w eliminacjach na mistrzostwach świata w 2003 roku. Brązowy medalista rozegranych w 2004 roku w Budapeszcie halowych mistrzostw świata. Wystąpił na igrzyskach olimpijskich w Atenach zajmując w finałowym konkursie skoku w dal dziewiąte miejsce. Nie awansował do finału mistrzostw Europy w hali (2005) oraz był dziesiąty na mistrzostwach świata w tym samym sezonie. W 2006 na halowych mistrzostwach świata oraz w 2007 na halowych mistrzostwach Europy swój udział kończy na eliminacjach. Stawał na podium mistrzostw Rosji w różnych kategoriach wiekowych oraz reprezentował kraj w zawodach pucharu Europy i meczach międzypaństwowych. 
Rekordy życiowe: stadion – 8,23 (10 sierpnia 2003, Tuła); hala – 8,38 (30 stycznia 2000, Samara).

## Osiągnięcia
| Rok  | Impreza                             | Miejsce    | Lokata            | Wynik |
| ---- | ----------------------------------- | ---------- | ----------------- | ----- |
| 1997 | Mistrzostwa Europy juniorów         | Lublana    | 4. miejsce        | 7,68  |
| 1998 | Mistrzostwa świata juniorów         | Annecy     | 8. miejsce        | 7,61  |
| 1999 | Młodzieżowe mistrzostwa Europy      | Göteborg   | 2. miejsce        | 8,02  |
| 2000 | Halowe mistrzostwa Europy           | Gandawa    | 3. miejsce        | 8,10  |
| 2000 | Superliga pucharu Europy            | Gateshead  | 1. miejsce        | 8,22  |
| 2001 | Halowe mistrzostwa świata           | Lizbona    | 8. miejsce        | 7,80  |
| 2001 | Mistrzostwa świata                  | Edmonton   | 12. miejsce       | 7,61  |
| 2002 | Halowe mistrzostwa Europy           | Wiedeń     | 7. miejsce        | 7,95  |
| 2003 | Mistrzostwa świata                  | Paryż      | el. – 18. miejsce | 7,85  |
| 2004 | Halowe mistrzostwa świata           | Budapeszt  | 3. miejsce        | 8,28  |
| 2004 | Superliga pucharu Europy            | Bydgoszcz  | 3. miejsce        | 8,13  |
| 2004 | Igrzyska olimpijskie                | Ateny      | 9. miejsce        | 8,04  |
| 2004 | Światowy finał lekkoatletyczny IAAF | Monako     | 8. miejsce        | 7,60  |
| 2005 | Halowe mistrzostwa Europy           | Madryt     | el. – 12. miejsce | 7,83  |
| 2005 | Superliga pucharu Europy            | Florencja  | 3. miejsce        | 7,98  |
| 2005 | Mistrzostwa świata                  | Helsinki   | 10. miejsce       | 7,88  |
| 2006 | Halowe mistrzostwa świata           | Moskwa     | el. – 7. miejsce  | 7,54  |
| 2007 | Halowe mistrzostwa Europy           | Birmingham | –                 | NM    |